# Гвоздиківка (Полтавський район)
Гвоздикі́вка —  село в Україні, у Мачухівській сільській громаді Полтавського району Полтавської області. Населення становить 4 осіб. До 2020 орган місцевого самоврядування — Калашниківська сільська рада.

## Географія
Село Гвоздиківка знаходиться за 3 км від лівого берега річки Полузір'я, на відстані 1,5 км від сіл Кованчик, Миколаївка, Клименки та Підлепичі.

## Історія
12 червня 2020 року, відповідно до розпорядження Кабінету Міністрів України № 721-р «Про визначення адміністративних центрів та затвердження територій територіальних громад Полтавської області», село увійшло до складу Мачухівської сільської громади.
19 липня 2020 року, в результаті адміністративно - територіальної реформи та ліквідації Полтавського району(1925—2020, село увійшло до складу новоутвореного Полтавського району.